# كيمياء شرعية

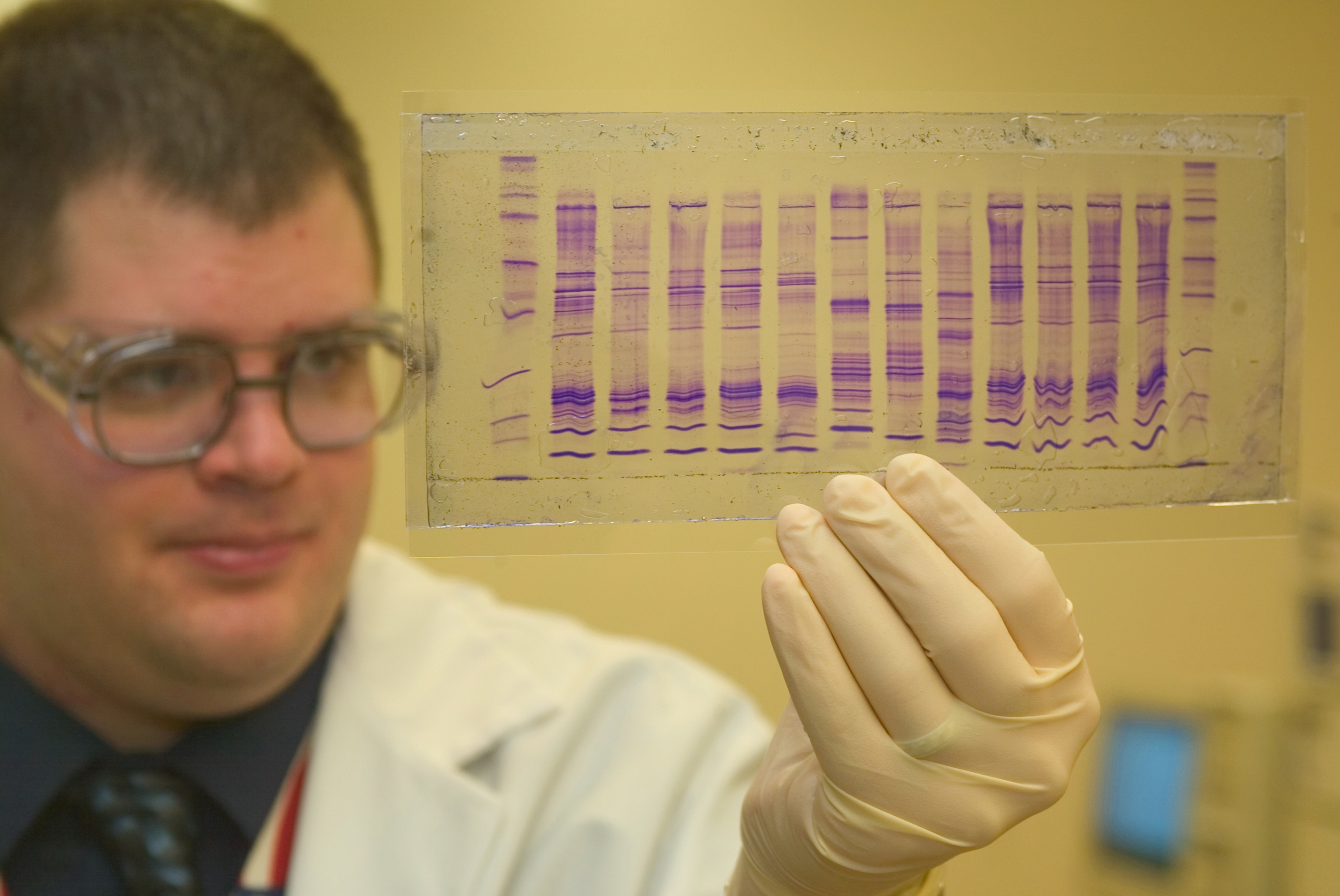

الكيمياء الشرعية أو الكيمياء الجنائية هو ذلك الفرع من الكيمياء المختص بدراسة الجريمة وطرق الكشف عنها وتقديم الادلة العلمية التي تساعد في حل القضية وتسمى أيضا بالكيمياء الجنائية أو العدلية.
وتنقسم الكيمياء الشرعية إلى (أ)( كيمياء فحص المستندات الشرعي )(ب)  (كيمياء السموم والمخدرات والدم الشرعي )(ج) ( كيمياء فحص الأنسجة والخيوط والحرائق والمقذوفات والأعيرة النارية والمتفجرات الشرعي (د) كيمياء فحص بصمات الأصابع والأقدام والشفاه وإطار السيارات الشرعي (هـ) كيمياء القياس والمعايرة الشرعي.
كما أن الكيمياء الجنائية ترتبط عادة بتحليل مسرح الجريمة (مكان وقوع الجريمة). حيث تشمل عملية التحليل الكيميائي -استخدام طرق تحليلية كيميائية لتحليل غموض كثير من الجرائم سواء القتل، أو التفجيرات، أو السرقة، أو أي نوع من أنواع الحوادث. وعادة يتم عن طريق التحاليل التعرف على أصل كثير من المواد الكيميائية التي استخدمت في مسرح الجريمة، كما أن لها تطبيقات عديدة في العلوم الجنائية المختلفة منها مجال التزييف والتزوير حيث تعتبر الأوراق النقدية من أهم المستندات التي تتعرض إلى التزوير لأنها تتكون من أجود مكونات الورق والأحبار والطباعة بالإضافة إلى وجود وسائل ضمان تمنع من تزييفها.
ويمكن وضع تعريف عام للكيمياء الجنائية : انه «استخدام التحاليل الكيميائية بمختلف أنواعها على عينات الآثار المادية من أجل التعرف على طبيعتها ومكوناتها ومدى انتمائها لشخص بعينه وتسخير ذلك لخدمة العدالة». وعادة ما ترتبط الكيمياء الجنائية بالقانون ورجاله، أي أن هناك نوعية من الجهات الحكومية والتي يفترض أن يكون فيها أُناس متخصصون في العلوم الجنائية وبصفة خاصة الكيمياء الجنائية، مثل مراكز الشرطة، الدفاع المدني، المباحث العامة، الاستخبارات، المحاكم، وبعض الوزارات مثل الصحة، البلدية، والشؤون القروية.

## دورها في التحقيقات
تحقيقات علماء الكيمياء المتخصصون في الكيمياء الشرعية  يمكن أن توفر اتجاهات معينة للمحققين للنظر والبحث فيها ,
و منها يمكنهم إثبات أو نفي الفرضيات المطروحة أثناء التحقيق .
في حالات حيث يتم إيجاد مادة غير معروفة  في مسرح الجريمة، تحديد هوية المادة من الممكن ان يوجه المحققين عن ماذا يحتاجون للبحث فيه أثناء تحرياتهم .
كمثال، في تحقيقات الحرائق، كيميائيون الطب الشرعي يمكنهم تحديد إذا تم استخدام المواد المساعدة على الاشتعال كالغازولين أو الكيروسين في إضمار الحريق ؛ وذلك يقترح إلى أن حدوث الحريق كان متعمدا.
و الكيميائيون الشرعيون يمكنهم تضييق قائمة المشتبه بهم إلى الأشخاص الذين يملكون صلاحيات الوصول للمادة المستخدمة في الجريمة. كمثال، في تحقيقات الانفجارات، تحديد ال آر دي إكس وسي فور (مادة) ستشير إلى اتصال عسكري ؛ بما أنها من فئة المواد العسكرية المتفجرة .
من ناحية أخرى، تحديد ال تي إن تي (مادة كيميائية) المستخدم في الجريمة سينتج قائمة عريضة للمشتبه بهم ؛ بما أن هذه المادة تستخدم في كلا من الجيش وشركات الهدم . وفي تحقيقات التسمم، الكشف عن سموم معينة ممكن أن يمنح المحققين  فكرة عن ماذا يحتاجون للتحقق منه أثناء مقابلتهم للمشتبه بهم . كمثال، الموت بالريسين سيدل المحققين للبحث عن السلائف إلى للريسين، بذور نبات زيت الخروع، بينما الوفاة بسبب الإستركنين ستدل المحققين للبحث عن شجرة الإستركنين أو عن حالات الشراء أونلاين للبذور.
الكيميائيون الشرعيون أيضا يساعدون في إثبات أو نفي فرضيات المحققين في حالات المخدرات أو الكحول . بما أن الأدوات المستخدمة من قبل علماء الكيمياء الشرعية يمكنها أيضا الكشف عن المواد عند مستويات منخفضة جدا، وكمية تلك المادة مهمة في التحقيق . وذلك يكون مهما في جرائم مثل القيادة تحت التأثير، حيث أن هنالك اختبار معين لتحديد كمية الكحول في الدم وبناءا على نتيجته يمكن تحديد العقوبة المناسبة . وفي حالات الاشتباه  بالجرعة الزائدة، كمية المخدر الموجودة في جسم الشخص ممكن تؤكد أو تستبعد الجرعة الزائدة كسبب للوفاة .

## اقرأ أيضاً
- تشريح افتراضي